# Lovastatin
Lovastatin ist der Freiname eines Arzneistoffs aus der Gruppe der Statine, der zur Behandlung der Hypercholesterinämie eingesetzt wird. Es war das erste in der Lipidsenkung verwendete Statin und wurde als Mevacor 1987 von der FDA für den US-Markt zugelassen, 1989 erfolgte die Zulassung in Deutschland.
Lovastatin gehört zu den natürlich vorkommenden Monacolinen und wird von den Schimmelpilzen Aspergillus terreus und Monascus purpureus, ferner auch von bestimmten höheren Pilzen wie Pleurotus ostreatus (Austernseitling) und dem eng verwandten Pleurotus spp. produziert. So ist es etwa, gemeinsam mit einer Reihe weiterer Monacoline, im rot fermentierten Reis („Rotschimmelreis“) enthalten, einem traditionellen chinesischen Nahrungsmittel.
Seine Wirkung als Lipidsenker beruht wie bei allen Statinen auf der Hemmung der HMG-CoA-Reduktase.
Lovastatin war eines der Statine, mit dem MSD 1980 die ersten (Tierversuchs-)Studien begann. Da jedoch Sankyo eine Studie mit dem fast strukturgleichen Mevastatin wegen eines gehäuften Auftretens von Nebenwirkungen abbrach, beendete auch MSD vorerst die Studien.
Wesentlich an der Entwicklung bei MSD beteiligt war Arthur A. Patchett.

## Herstellung
Für die Verwendung als Arzneistoff wird Lovastatin in einem mehrstufigen Fermentationsprozess aus Aspergillus terreus sowie Monascus ruber gewonnen, beschrieben ist darüber hinaus auch die Totalsynthese.

## Stabilität
Lovastatin ist oxidationsanfällig und kann durch den Zusatz von Antioxidanzien stabilisiert werden.

## Unerwünschte Wirkungen
Zu den möglichen Nebenwirkungen gehören wie bei anderen Statinen Oberbauchbeschwerden, Transaminasenanstieg und Myopathien.

## Handelsnamen
Monopräparate
Mevacor (A), Mevinacor (D), zahlreiche Generika